# Küstenmammutbaum

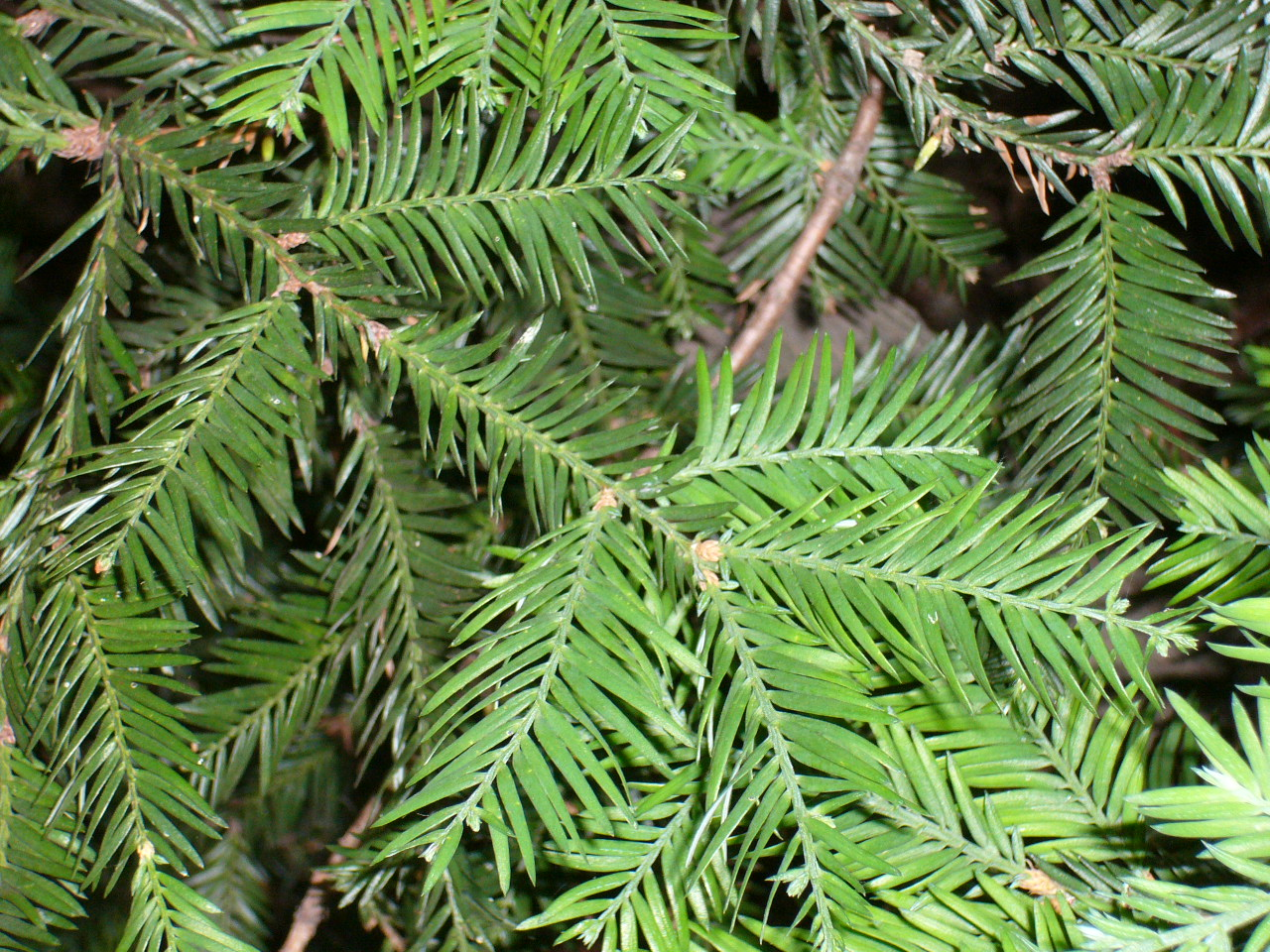
Junge Zweige

Der Küstenmammutbaum (Sequoia sempervirens) ist ein immergrüner Nadelbaum. Er ist die einzige Art der monotypischen Gattung Sequoia aus der Unterfamilie der Mammutbäume (Sequoioideae) in der Familie der Zypressengewächse (Cupressaceae). Der Küstenmammutbaum ist der Staatsbaum des US-Bundesstaates Kalifornien. Zu dieser Art gehören die höchsten lebenden Bäume der Welt.
Der Küstenmammutbaum wird auch Küsten-Sequoie genannt. Die im englischen Sprachraum häufig anzutreffende Bezeichnung California redwood ist nicht eindeutig, da der nahe verwandte Riesenmammutbaum ebenfalls ein „Kalifornisches Rotholz“ ist. Die Gattung Sequoia wurde von ihrem Erstbeschreiber Stephan Ladislaus Endlicher 1847 wahrscheinlich nach Sequoyah (ca. 1770–1843) benannt, dem Erfinder des Cherokee-Alphabets.

## Beschreibung

### Habitus und Wuchs
Küstenmammutbäume können über 110 m hoch werden und einen Stammdurchmesser (BHD) von über 7 m erreichen. Das höchste bekannte, lebende Exemplar mit einer Stammlänge von 115,85 m ist der „Hyperion“ im Redwood-Nationalpark im Nordwesten Kaliforniens, womit er der höchste bekannte Baum der Welt ist. Bei erwachsenen Exemplaren im Bestand sind die Stämme bis in rund 30 m Höhe astfrei.
In der Jugend bilden die Bäume schmale, pyramidenförmige Kronen mit schlanken Ästen aus. Alte Bäume haben eine kompakte, unregelmäßige, relativ kleine, aber dennoch schlanke Krone; die Äste sind kräftig und waagerecht.

### Nadeln, Zweige, Knospen
Der Küstenmammutbaum bildet zwei Blattformen aus.
Die erste Form sind 10 bis 20 mm lange, nadelförmige Blätter, die spiralig an Langtrieben oder zweizeilig an Kurztrieben stehen. Diese Nadeln sind an der Oberseite dunkelgrün, an der Unterseite graugrün und besitzen zwei Stomastreifen. Sie sind im Querschnitt flach und ähneln Eibenblättern. Die Nadeln werden drei bis vier Jahre alt, sind also immergrün. Die Spaltöffnungen sitzen auf beiden Seiten der Nadeln. Im Querschnitt sind drei Harzkanäle zu erkennen, von denen sich einer direkt unter dem Leitbündel befindet und zwei nahe der unteren Epidermis liegen. Die langen Nadeln treten vor allem an Schattentrieben auf.
Die zweite Form sind Schuppenblätter, die spiralig an Langtrieben stehen. Sie sind rund 6 mm lang, liegen dem Zweig an und sind unterseits gekielt. Sie treten vor allem im stark besonnten oberen Teil der Krone auf.
Junge Zweige sind schlank und dunkelgrün und haben einen runden Querschnitt. Die Knospen sind kugelig und grün. Sie bestehen aus 10 bis 12 eiförmigen Knospenschuppen, die auch nach dem Austreiben an der Basis des Zweiges verbleiben.

### Zapfen, Blüten und Samen

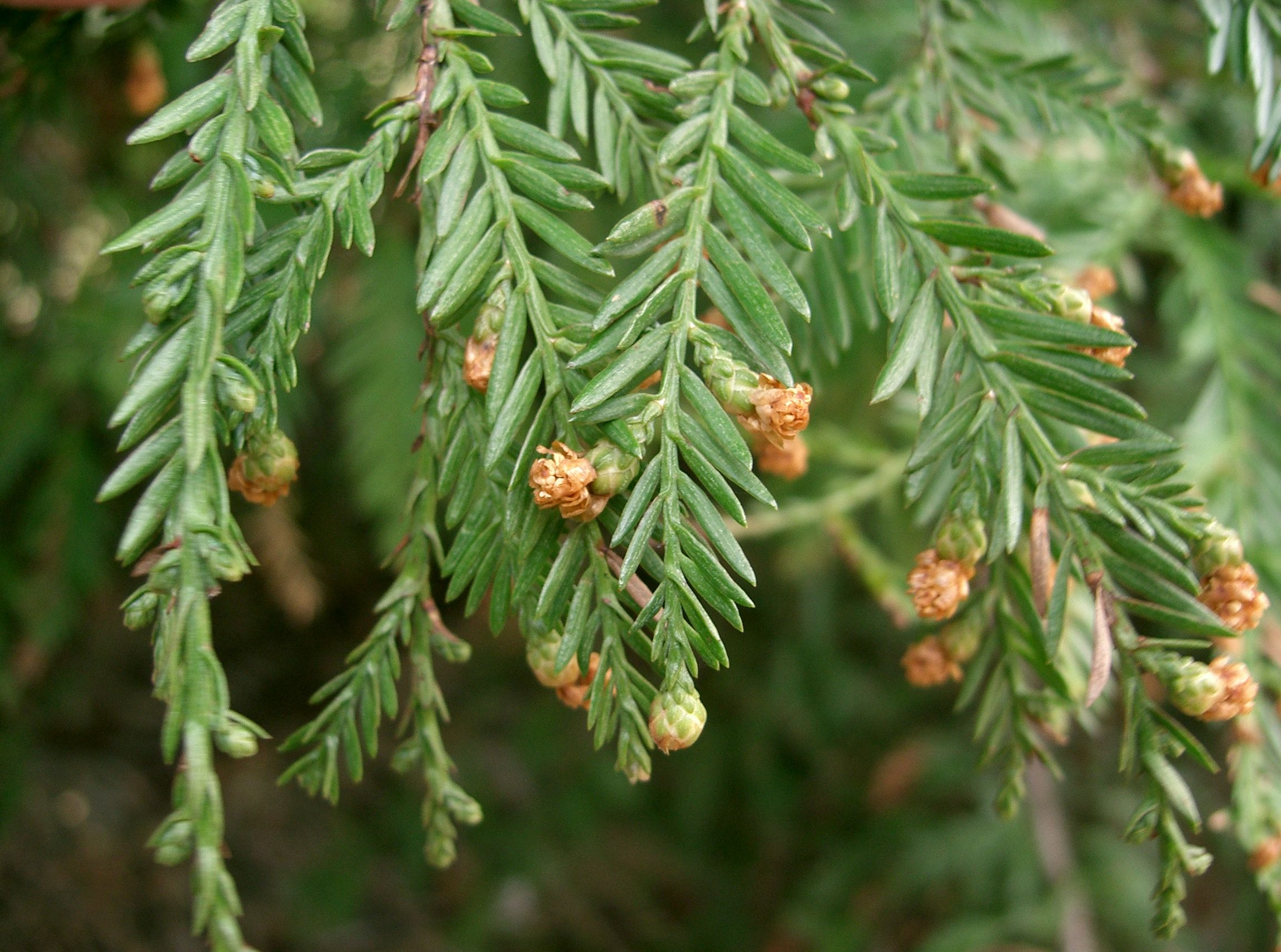
Zweig mit männlichen Zapfen

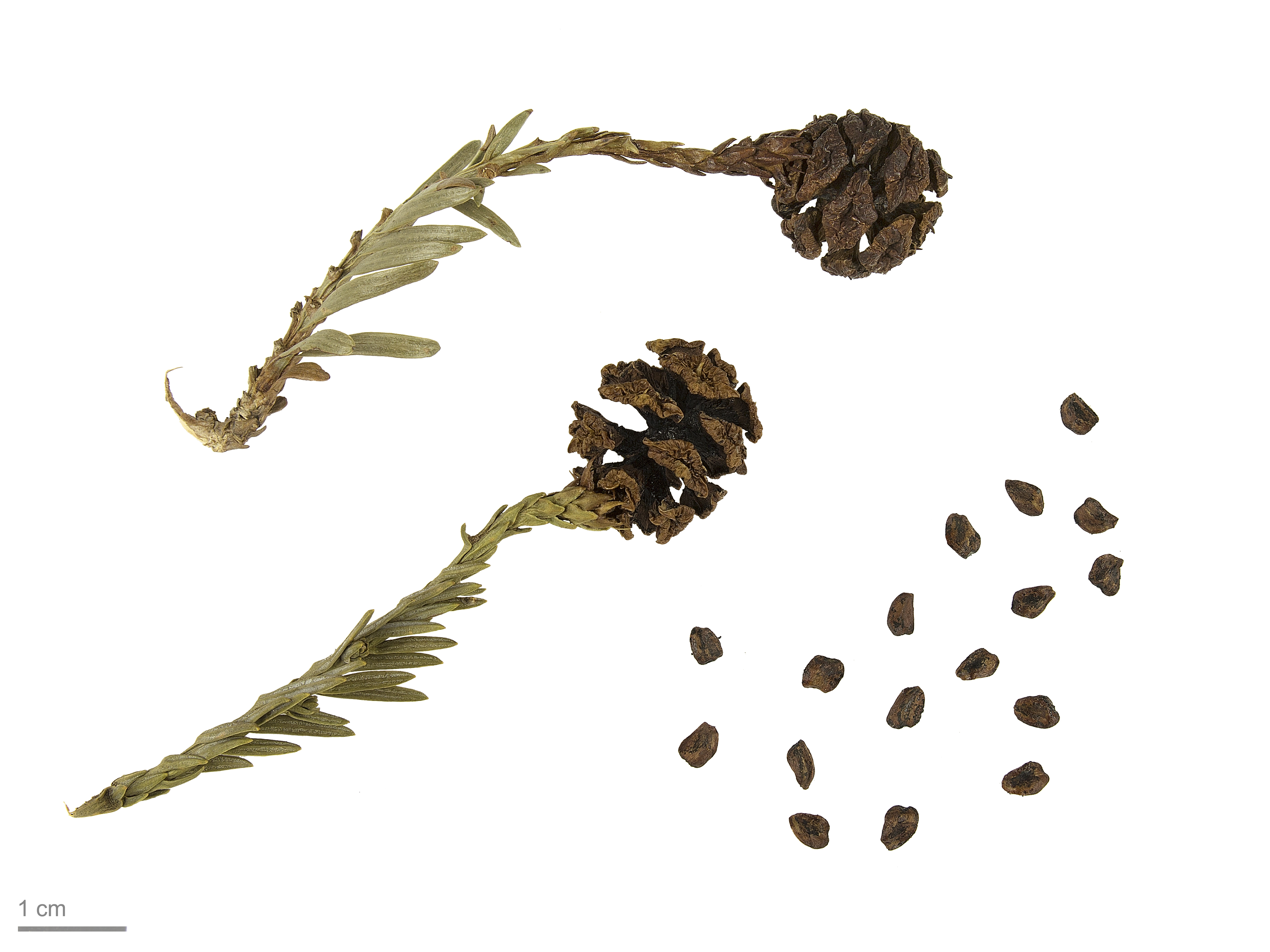
Sequoia sempervirens, Zweige mit reifen Zapfen, Samen

Der Küstenmammutbaum ist einhäusig (monözisch), das heißt, weibliche und männliche Zapfen befinden sich auf demselben Baum. Die Samenproduktion beginnt, wenn die Bäume 10 bis 15 Jahre alt sind. Die Zapfen erscheinen im Winter (Dezember/Januar) und stehen am terminalen Ende der Kurztriebe. Die länglichen, 4 bis 6 mm langen männlichen Zapfen stehen auch in Achseln von Nadeln. Brakteen umgeben zahlreiche Staubblätter mit je drei Pollensäcken. Die Pollen sind 28 bis 34 µm groß.
Die weiblichen Zapfen sind zur Blütezeit langgestreckt, aufrecht und grün. Sie bestehen aus 15 bis 25 zugespitzten Zapfenschuppen, die spiralig angeordnet sind. Die Samenschuppe ist mit der Deckschuppe verwachsen und trägt meist drei bis acht Samenanlagen, die in zwei Reihen stehen. Die zur Reife eiförmigen Zapfen sind 1,8 bis 2,5 cm lang, 1,2 cm breit und hängend herab. Sie werden am Ende der gleichen Vegetationsperiode reif. Zur Zapfenreife färbt sich der Zapfen gelblich grün, dann braun. Die reifen Zapfen verbleiben am Baum und streuen die Samen aus. Jeder Zapfen enthält 50 bis 60 Samen. Pro Baum und Jahr werden bis zu fünf Millionen Samen gebildet.
Die Samen sind 3,0 bis 4,5 mm lang, rund 0,5 mm breit und haben einen 1 mm breiten Flügel. Das Tausendkorngewicht beträgt 3,8 bis 4,4 g. Die Samen werden mit dem Wind ausgebreitet, jedoch meist nur 60 bis 120 m weit vom Mutterbaum. Nur rund 20 % der Samen sind keimfähig, der Rest taub. Dies wird als Anpassung an Fressfeinde gedeutet, die durch das mühsame Aussortieren der essbaren aus den leeren Samen abgeschreckt werden sollen. Röntgenuntersuchungen zeigten, dass 1 bis 32 % der Samen gesund sind, 0 bis 11 % sind verpilzt und 58 bis 97 % sind hohl oder mit Tannin gefüllt.

### Holz und Borke

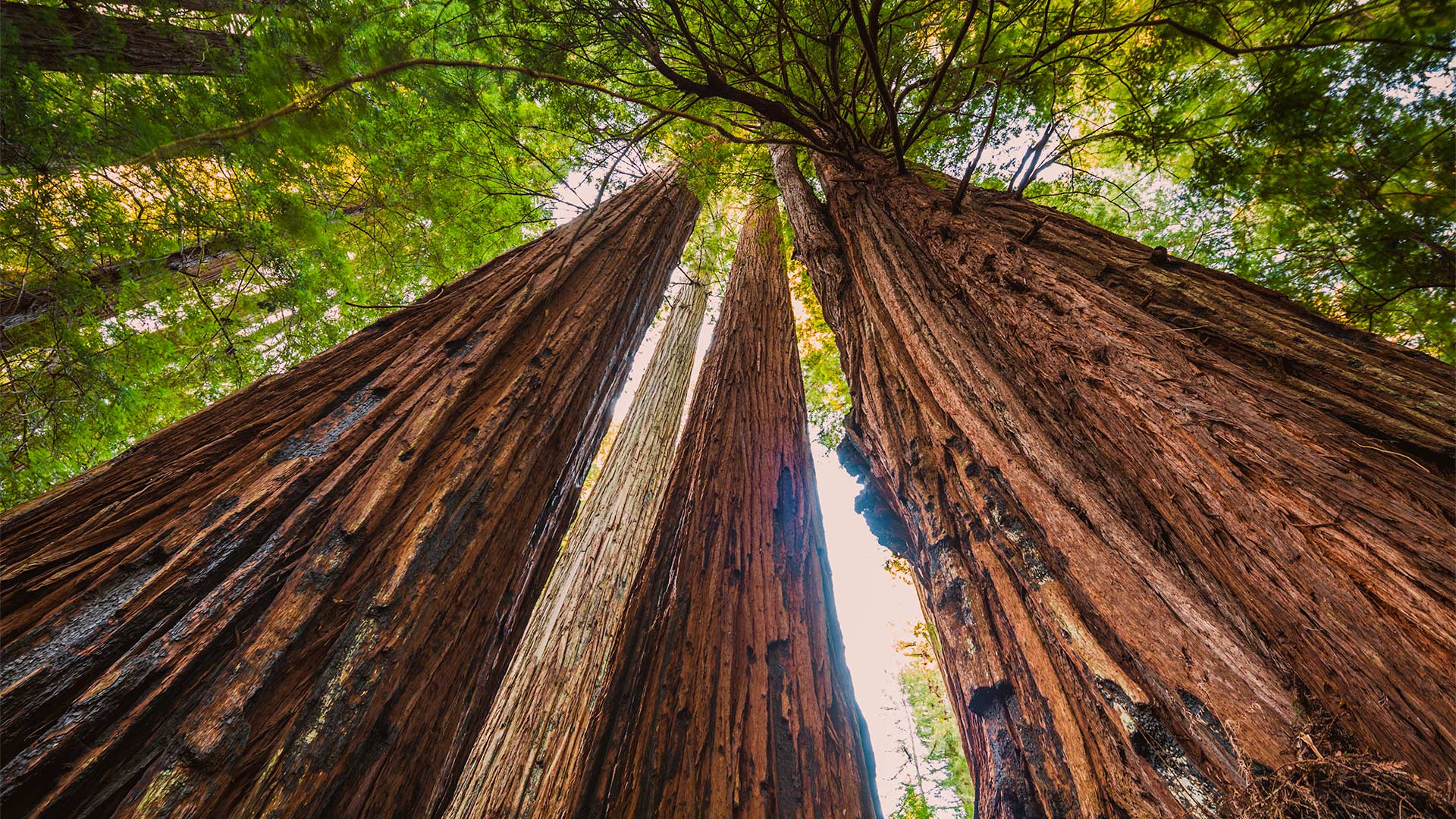
Dicht stehende Sequoien im Humboldt Redwoods State Park (Kalifornien)

Der Küstenmammutbaum zählt zu den besten Nutzhölzern. Die Gründe sind die außergewöhnlichen Dimensionen, die Dauerhaftigkeit, die Astreinheit und die technischen Eigenschaften. Der weißliche Splint ist schmal und hebt sich deutlich vom Kernholz ab. Dieses ist hellrot bis bräunlich-rot (manchmal violett). Hiervon leitet sich der im Holzhandel häufig benutzte Name „Redwood“ für das Holz des Küstenmammutbaums ab. Im Licht dunkelt das Holz nach.
Deutlich zu erkennen sind die Jahresringgrenzen sowie der Wechsel von Früh- zu Spätholz. Das Holz enthält keine Harzkanäle und besteht zu 90 % aus Tracheiden. Diese sind 2,9 bis 9,3 mm lang. Die Holzstrahlen sind nur mit der Lupe zu erkennen.
Die Borke wird bis 30 cm dick. Sie ist graubraun bis braun und oft tief längsrissig. Sie löst sich in langen Streifen vom Baum.

### Maserknollen

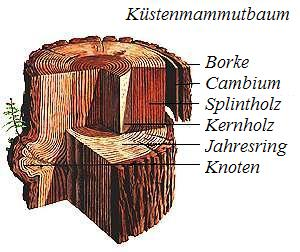
Schnitt durch einen Küstenmammutbaum mit typischer Knolle

Charakteristisch für ältere Bäume sind Maserknollen (engl. burls), unregelmäßige, knollige, verholzte Stammauswüchse nahe der Bodenoberfläche. Die Entstehung dieser Knollen ist nicht vollständig geklärt, als Ursachen werden Verletzungen wie auch Bakterien (Agrobacterium tumefaciens) und Pilze vermutet. Es gibt keine Hinweise, dass die Knollen die Vitalität des Baumes vermindern. Selbst kleine Knollen enthalten hunderte Knospen. Diese kann man vom Stamm lösen und zum Austreiben bringen.

### Wurzeln
Der Küstenmammutbaum ist ein Flachwurzler mit zahlreichen kräftigen Wurzeln, die dicht unter der Bodenoberfläche verlaufen und eine große Fläche umfassen. Es werden Mykorrhiza-Symbiosen gebildet, so z. B. mit Glomus mosseae.

### Vegetative Vermehrung

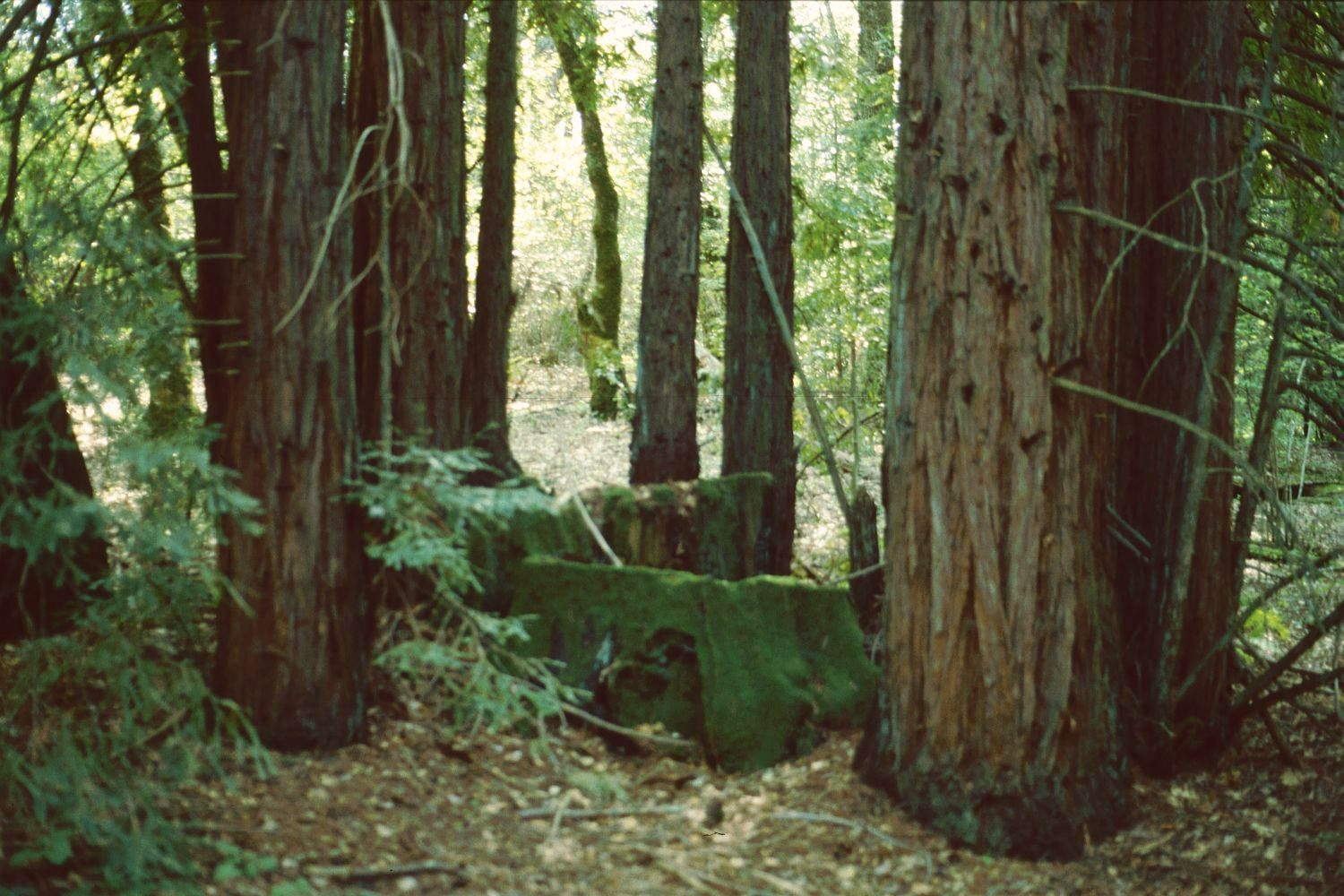
Morscher Stock umgeben von Stämmen, die aus vegetativer Vermehrung hervorgegangen sind

Die Art bildet häufig Stockausschläge und Wurzelbrut und kann sich so natürlich verjüngen. Die Stockausschläge entstehen aus schlafenden Augen und bilden umgehend ein eigenes Wurzelsystem. Alte Stöcke sind oft von einem Ring von Stockausschlägen umgeben. Auch aus einem umgestürzten Baum können durch Stockausschläge mehrere neue Bäume hervorgehen. Auch aus den oben erwähnten burls bilden sich neue Sprosse.

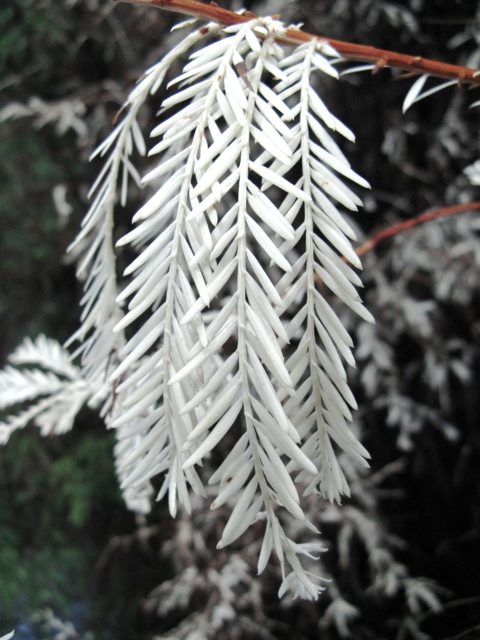
Zweig eines sogenannten Geisterbaumes ohne Chlorophyll

Aus Wurzelausschlägen können auch ‚weiße Redwoods‘ hervorgehen, Bäume, die über kein Chlorophyll verfügen und vollständig vom Mutterbaum versorgt werden. Sie werden selten über 3 m hoch, können jedoch 20 m erreichen.

### Wachstum
Die Samen keimen epigäisch, die Keimlinge haben meist zwei Keimblätter und bilden keine Wurzelhaare aus. Die Keimblätter sind kräftig mittelgrün und sind breiter und länger als die kleinen, spiralig stehenden Folgeblätter. Das beste Keimsubstrat ist Mineralboden, wie er nach Waldbränden vorliegt. Die Samen keimen aber auch auf Stämmen und unter der Vegetation.
Das Jugendwachstum ist sehr rasch, einjährige Sämlinge können 46 Zentimeter hoch sein, vier- bis zehnjährige Bäume haben einen Jahreszuwachs von 60 bis 200 Zentimetern. Die Bäume blühen mit 10 bis 15 Jahren zum ersten Mal, die höchste Produktion von Samen tritt erst bei über 200-jährigen Bäumen auf. Das größte Höhenwachstum wird mit rund 35 Jahren erreicht. Ein erwachsenes Exemplar ist rund 90 Meter hoch. Das höchste bekannte Exemplar und gleichzeitig der höchste bekannte lebende Baum ist, wie oben erwähnt, der Hyperion mit 115,5 Metern. Zurzeit (2006) sind zwölf Exemplare mit über 110 Metern Höhe bekannt. Der Küstenmammutbaum mit dem größten Volumen ist der Del Norte Titan im Jedediah Smith Redwoods State Park, einem Teil des Redwood-Nationalparks, mit einem Volumen von 1044,7 Kubikmetern bei einer Höhe von 93,6 Metern.
Die Art ist selbstfertil, Selbstbefruchtungsnachkommen sind jedoch in ihrer Wuchskraft schwächer.
Ein Alter von 600 Jahren ist keine Seltenheit. Das höchste Alter wurde durch Jahresringzählung mit rund 2200 Jahren bestimmt.

### Genetische Untersuchungen
Die Chromosomenzahl beträgt 2n = 66. Entsprechend der durchgehenden Chromosomen-Grundzahl von n = 11 in der Familie der Zypressengewächse ist der Küstenmammutbaum hexaploid. Nach Yang u. a. (2012) sprechen die Ergebnisse genetischer Vergleiche dafür, dass an der Entstehung zwei verschiedene Ausgangsarten, genauer sogar verschiedene Gattungen beteiligt gewesen sein könnten. In diesem Fall wäre die Konifere als allopolyploid zu bezeichnen, mit der Chromosomen-Konstellation: AAAABB, wobei die Buchstaben die erblichen Anteile der Ursprungsarten symbolisieren. Die genaue Entstehung der Gattung Sequoia ist damit aber noch nicht geklärt, das angenommene hohe phylogenetische Alter, und der Mangel an fossilen Belegen machen die Klärung unwahrscheinlich. Das Mitochondrien-Genom wird paternal (über den Vater) vererbt (Neale u. a. 1989), eine Besonderheit unter Koniferen.

## Verbreitung

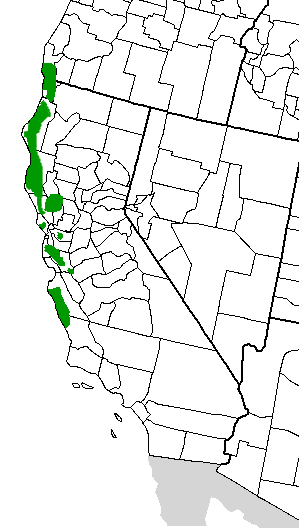
Natürliches Areal

Der Küstenmammutbaum ist in den Küstengebieten Nordkaliforniens und im Süden Oregons heimisch. Er ist die Leitart in den gemäßigten Regenwäldern des Kalifornischen Küstengebirges. Die Angaben über das verbleibende natürliche Areal schwanken zwischen 6475 und rund 8000 km². Es besteht aus einem rund 750 km langen und zwischen 8 und 56 km breiten Streifen an der Pazifikküste.
Die Nordgrenze liegt am Chetco River im äußersten Südwesten von Oregon in den Klamath Mountains (42° 09′ nördliche Breite), rund 25 km nördlich der Grenze zu Kalifornien. Die südlichsten Vorkommen gibt es im Salmon Creek Canyon in den Santa Lucia Mountains, Monterey County (35° 41′ nördliche Breite). Vertikal kommt die Art von Meereshöhe bis in 900 m ü. NN. Im südlichen Arealteil ist die Art auf West- und Nordhänge beschränkt, nahe der südlichen Arealgrenze wächst sie nur am Grund der Canyons. Der küstenfernste Punkt des Areals liegt im Napa County, 75 km landeinwärts.
Die größten Populationen finden sich im Redwood-Nationalpark sowie im Humboldt Redwoods State Park in den Countys Humboldt County und Del Norte County.
Außerhalb des natürlichen Areals wird die Art vornehmlich als Parkbaum kultiviert, so in Südeuropa, auf den britischen Inseln (wo es 50 m hohe Exemplare gibt) oder in Australien und Neuseeland. In den meisten Gebieten Mitteleuropas ist der Küstenmammutbaum nicht zuverlässig winterhart; besonders junge Bäume sind frostempfindlich. Die Frostresistenz wird für erwachsene Bäume mit −10 °C für die Blätter, −15 °C für die Knospen und −20 °C für die Zweige angegeben. Forstkulturen gibt es unter anderem in Großbritannien, Versuche dazu auch in Portugal und der Krim. Ferdinando Panciatichi Ximenes d’Aragona führte ab 1864 als erster Küstenmammutbäume in Italien ein und pflanzte sie im Park seines Castello di Sammezzano an, wo sich heute der größte Bestand Italiens befindet. In Deutschland waren 1952 Anzuchtversuche am Niederrhein in der Sequoiafarm Kaldenkirchen des Dendrologen-Ehepaars Illa und Ernst J. Martin erfolgreich; der dort 1953 angelegte kleine Redwood-Hain mit einer Baumhöhe von 35 m (2011) gehört heute neben einem Bestand im Staatsforst Burgholz zu den wenigen größeren Küstenmammutbaum-Beständen nördlich der Alpen. Bäume aus nördlichen Gebieten des Vorkommens erwiesen sich als winterhart in Deutschland und zeigen keine Blattschäden.

## Standort

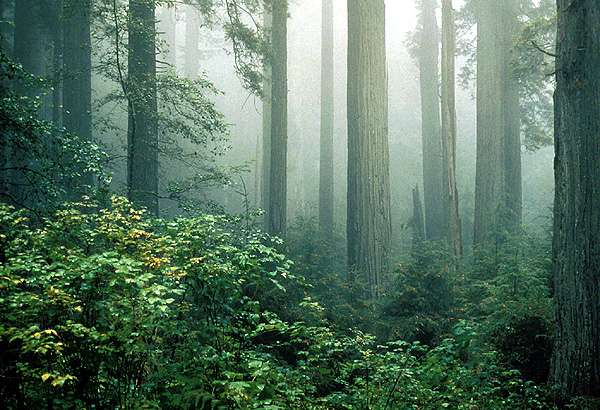
Typischer Nebel im Redwood-Nationalpark

Das Habitat des Küstenmammutbaumes sind Regenwälder der gemäßigten Breiten mit mild-humidem Klima. Am natürlichen Standort liegt die mittlere Jahrestemperatur zwischen 10 und 16 °C, die Extreme liegen bei −9 °C und +38 °C. Sechs bis acht Monate sind frostfrei. Die Niederschläge fallen hauptsächlich im Winter, jedoch selten als Schnee, die Werte liegen zwischen 640 und 3100 mm, vielfach um 2500 mm. Die niederschlagsarmen Sommer werden durch die typischen Sommernebel ausgeglichen, da sie die Sonneneinstrahlung und damit die Verdunstung reduzieren und gleichzeitig Wasser zuführen.

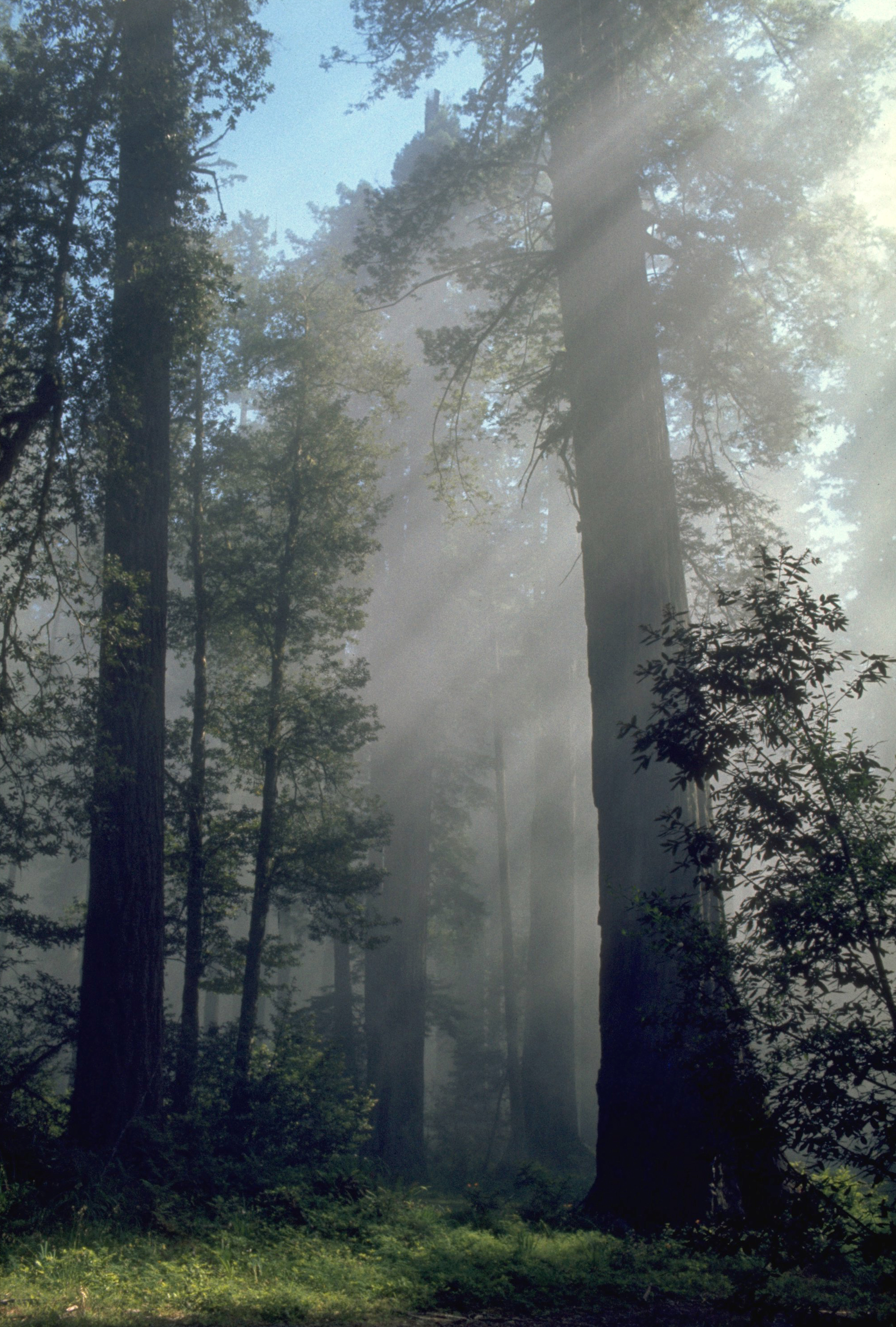
Im Redwood-Nationalpark

Die Bäume wachsen auf unterschiedlichen Böden. In Küstennähe wachsen sie auf alluvialen Schwemmböden, Flussterrassen und Delta-Landschaften mit teilweise sehr mächtigen Sedimenten. In den Bergen wachsen sie über marinen Sandsteinen, Kalksteinen und Schiefern, häufig auf lehmigen, hellbraunen Böden mittlerer Azidität. Hohe Gehalte an Magnesium und Natrium wirken begrenzend.
Die Art toleriert Überflutung und Sedimentablagerungen. Bei hohen Schlammablagerungen werden im unteren Stammbereich neue Wurzeln gebildet, die den neuen, meterhohen Boden durchwurzeln. So können sich die Bäume dem neuen Bodenniveau anpassen. Dadurch sind sie konkurrierenden Baumarten überlegen und bilden an solchen Standorten Reinbestände.
Die besten Standorte sind Flussniederungen und flache Hänge unterhalb von 300 m ü. NN. Hier werden Derbholzmassen von 10.000 bis 14.000 Kubikmeter pro Hektar gebildet.
Die Art ist vielfach mit anderen Nadelbäumen wie Douglasie, Küsten-Tanne, Westamerikanische Hemlocktanne und Sitka-Fichte vergesellschaftet. In höheren, trockeneren Bereichen wächst sie zusammen mit Acer macrophyllum, Arbutus menziesii und Umbellularia californica.
Diese Wälder sind wichtige Habitate für die gefährdeten Arten Marmelalk und Fleckenkauz. Weitere vorkommende Arten sind der Maultierhirsch (Odocoileus hemionus columbianus) und der Helmspecht (Dryocopus pileatus) sowie die Wapiti-Unterart Cervus canadensis roosevelti, deutsch Roosevelt-Wapiti, die eng mit dem Rothirsch verwandt ist.

## Biotische Einflüsse und Feuer
Der Küstenmammutbaum ist generell wenig anfällig für Krankheiten. Als Keimling jedoch ist er recht anfällig für die Grauschimmelfäule (Botrytis cinerea). Die Stammfäule-Erreger Poria sequoiae Bonar (im Süden des Areals) und Poria albipellucida Baxt. (im Norden des Areals) befallen alte Stämme in Bodennähe. Sie dringen durch Brandwunden oder Astbrüche in das Kernholz ein und verursachen Braunfäule oder Weißfäule und erhöhen dadurch die Gefahr von Stammbrüchen und vermindern den forstwirtschaftlichen Wert des Holzes. Seiridium juniperi löst Krebs an Ästen aus.
Insekten spielen mit Ausnahme der Borkenkäfer Phloeosinus sequoiae und Phloeosinus cristatus keine Rolle.
Wapitis können starke Verbissschäden verursachen. Schwarzbären schälen die Rinde von jungen Bäumen, wohl um an den Phloemsaft zu gelangen.
Unter den abiotischen Einflüssen ist das Feuer von großer Bedeutung. Jungbestände sind wegen ihrer dünnen Borke besonders empfindlich, regenerieren sich jedoch über Wurzelbrut. Erwachsene Exemplare sind aufgrund ihrer dicken Borke und des sehr hoch liegenden Astansatzes recht unempfindlich gegenüber Bränden. Vor dem Eingreifen des Menschen gab es in den Küstenmammutbaum-Wäldern alle 20 bis 50 Jahre Feuer, die auch die Konkurrenz der Mammutbäume durch andere Bäume verringerten. Deshalb werden sie zu den Pyrophyten gezählt, die durch Feuer gefördert werden.
Auch wenn etliche Bestände nahe der Meeresküste wachsen, sind die Bäume nicht windfest und auch nicht salzresistent.

## Nutzung
| Technische Holzdaten              | Technische Holzdaten     |
| --------------------------------- | ------------------------ |
| Rohdichte (r12-15)                | 0,40 – 0,45 – 0,50 g/cm3 |
| Druckfestigkeit                   | 2650–4200 N/cm2          |
| Biegefestigkeit                   | 4400–6850 N/cm2          |
| Zugfestigkeit, parallel zur Faser | 7550 N/cm2               |
| Elastizitätsmodul                 | 540–930 kN/cm2           |
| Quelle: Schütt und Lang, 2004     |                          |

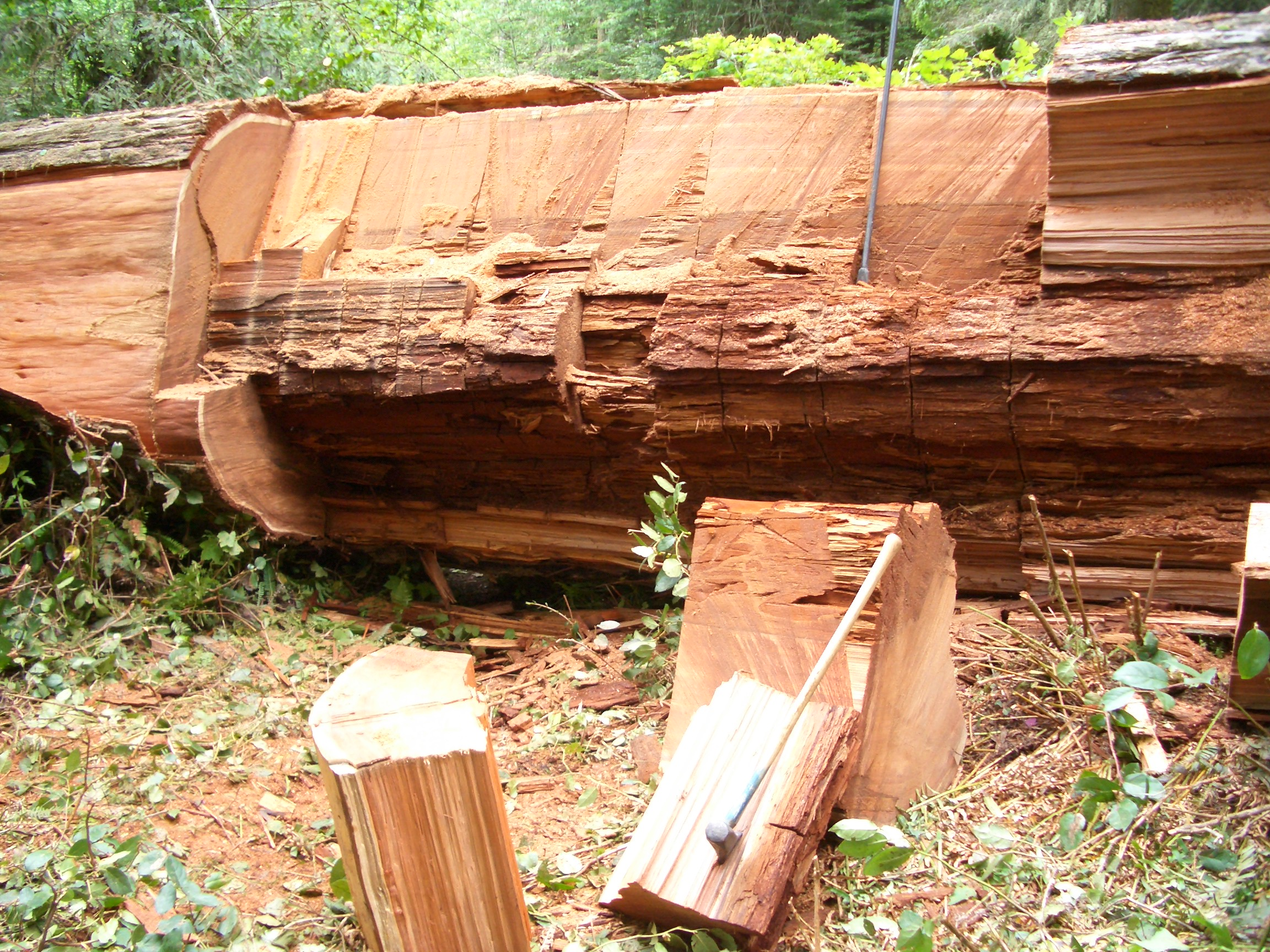
Das rote Holz führte zum englischen Namen Redwood

„Redwood“ ist eines der wertvollsten und dauerhaftesten Nutzhölzer auf dem Weltmarkt. Obwohl die Baumbestände rasch abnehmen, wird die Art weiter genutzt. Das Holz wird für Möbel, Täfelungen, Fenster, Türen und Fußböden verwendet. Aufgrund der guten Spaltbarkeit und Dauerhaftigkeit wurde es auch für Dachschindeln genutzt. Da es kein Harz enthält und geruchsfrei ist, wurden aus dem Holz auch Gefäße zur Aufbewahrung von Lebensmitteln hergestellt.
Das Kernholz ist weitgehend resistent gegen Bohrmuscheln, Insekten, Fäulnis und holzzerstörende Pilze; zudem ist es schwer entflammbar. Es ist leicht bearbeitbar und trocknet gut bei geringem Volumenverlust (rund sieben Prozent). Die Neigung zum Reißen und Verwerfen ist gering.
Aufgrund seiner Widerstandsfähigkeit gegen Pilz- und Termitenbefall wird „Redwood“ auch in tropische Länder exportiert.
Die Knospen der Maserknollen sind in den Redwood-Parks ein beliebtes Souvenir. Die Knollen selbst werden zu Tischplatten und Furnieren verarbeitet, wobei das Holz als Vavona Maser bezeichnet wird. Die Borke wird als Isoliermaterial und auch als Gartenmulch verwendet.

## Gefährdung und Schutz

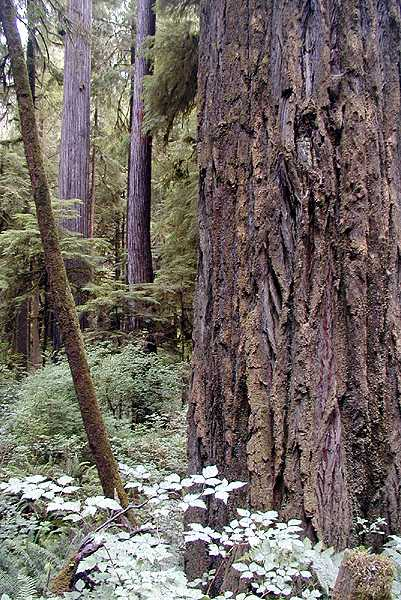
Altbestand im Redwood-Nationalpark. Deutlich zu sehen ist die Borke.

Zum Zeitpunkt ihrer Entdeckung für die europäische Welt 1769 umfasste das Areal der Küstenmammutbaum-Wälder je nach Quelle 6500 bis 8000 Quadratkilometer. Im Verbreitungsgebiet der Art lebten zahlreiche Indianerstämme, so die Sinyone, Kashaya Pomo, die südwestlichen Pomo, die Wappo (Ashochimi), Yurok und die Tolowa. Die heute ausgestorbenen Sinyone sahen in den Mammutbäumen heilige Hüter des Waldes. Redwoodhaine bewachten die Geister der Ahnen, deren Grabstätten sich zwischen den Bäumen befanden. Die Indianer nutzten das Holz zum Bau von Häusern und Booten, andere Teile dienten als Heilmittel.
Die kommerzielle Nutzung setzte um 1850 ein. Bereits ab den 1860er Jahren wurden die Redwood-Wälder großflächig eingeschlagen, das Holz wurde vor allem für Häuser, aber auch für Eisenbahnschwellen, Schiffsplanken und im Bergbau verwendet. Bis zu den 1960er Jahren wurden rund 90 Prozent der Bestände abgeholzt, auch danach ging die Nutzung weiter.
Erste Bemühungen zum Schutz der Wälder setzten 1879 im Gefolge der Errichtung des ersten Nationalparks (Yellowstone) ein. 1918 wurde die Save the Redwoods League gegründet, die mit Spendengeldern Wälder aufkaufte, die in den Jahren darauf zusammen mit Land des Bundesstaates Kalifornien zur Gründung der State Parks Jedediah Smith, Del Norte Coast und Prairie Creek dienten. Die wichtigsten State und National Parks sind: Redwood-Nationalpark, gegründet 1968 mit rund 50 Prozent des gesamten verbliebenen Bestandes (mit den integrierten State Parks Jedediah Smith Redwoods, Prairie Creek Redwoods und Del Norte Coast Redwoods), Muir Woods National Monument, Humboldt Redwoods State Park und Big Basin Redwoods State Park.
Nach 15-jährigem Bemühen von Naturschützern und einer 738-tägigen Baumbesetzung durch die Aktivistin Julia Hill bot die US-Regierung 1999 ein Kompensationsgeschäft in Höhe von 480 Millionen US-Dollar für den größten kommerziell genutzten Redwood-Wald nahe Eureka, erwarb das Gebiet von zwei Holzkonzernen und stellte es am 1. März 1999 als Headwaters Forest Reserve unter Schutz.
Knapp 10 Prozent des ursprünglichen Areals der Art steht heute unter Schutz. Nur rund drei Prozent der heutigen Fläche sind noch Urwald. Aufgrund der geringen Fläche an Urwald werden auch Aufforstungsflächen vermehrt unter Schutz gestellt, um den Bestand der Art zu sichern. Die nicht unter Schutz stehenden Wälder werden nach wie vor kommerziell genutzt.

## Belege

## Weiterführende Literatur
- M. G. Barbour, S. Lydon, M. Borchert, M. Popper, V. Whitworth, J. Evarts: Coast Redwood: A Natural and Cultural History. Cachuma Press, Los Olivos, CA, 2001, ISBN 0-9628505-5-1.
- Joan Dunning: From the Redwood Forest: Ancient Trees and the Bottom Line. A Headwaters Journey. With photographs by Doug Thron. Chelsea Green Pub. Co, White River Junction, Vt, 1998, ISBN 1-890132-11-X.
- Read F. Noss (Hrsg.): The Redwood Forest: History, Ecology and Conservation of the Coast Redwood. Island Press, 1997, ISBN 1-55963-726-9.